# Onthophagus usambaricus
Onthophagus usambaricus är en skalbaggsart som beskrevs av Renaud Maurice Adrien Paulian 1937. Onthophagus usambaricus ingår i släktet Onthophagus och familjen bladhorningar. Inga underarter finns listade i Catalogue of Life.